# Flygkapsel
Flygkapsel och flygbalja är externt burna behållare monterade på flygfarkoster, vanligen bärandes någon form av utrustning. De förekommer i flera olika typer och utformningar för diverse olika ändamål.
Till utformning kan de indelas i två huvudsakliga typer: kapslar och baljor (jämför engelska: pod och blister), där den tidigare är utformad som en friliggande kapsel och är ofta torpedformad, medan den senare är konstruerad som en blåsa och smälter samman med flygkroppens strömlinjeytor.
Kapslar, likt fälltankar, brukar även förses med förmågan att fällas vid behov för att minska vikt och luftmotstånd. Raketkapslar brukar fällas automatiskt efter förbrukning medan kapslar ej avsedda som förbrukningsvara har manuell nödfällning.
Militärt förkortas kapsel kaps.

## Typexempel

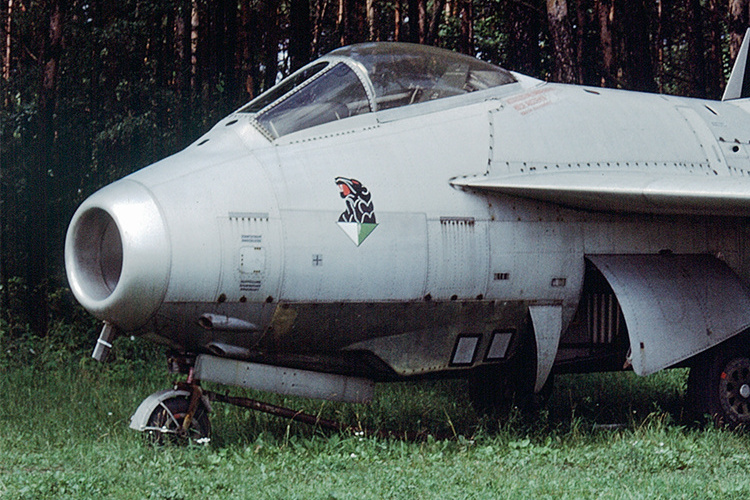
Spaningsbalja av Malmö Flygindustri hos en österrikisk Saab 29 Tunnan. Baljan tillätt de två vänstra automatkanonerna att ersättas med tre 70 mm Vinten-kameror för fotospaning.

- beväpningskapsel (vapenkapsel) – bär beväpning
  - akankapsel – bär automatkanoner (akan)
  - kulsprutekapsel – bär kulsprutor
  - raketkapsel – bär raketvapen
    - attackraketkapsel – bär attackraketer
    - jaktraketkapsel – bär jaktraketer
- belysningskapsel – bär belysningsutrustning
  - laserpekkapsel – bär laserbelysningsutrustning för laserstyrda vapen
- laserreflektorkapsel – bär en laserreflektor för målövning
- motmedelskapsel – bär motmedel
  - fackelfällarkapsel – bär en fackelfällare
  - remsfällarkapsel – bär en remsfällare
  - störkapsel – bär störutrustning för elektronisk krigföring
- målbogseringskapsel – bär en målbogseringsvinsch + dess kraftverk (såsom en ramluftturbin) och bogseringsmål
- spaningskapsel – bär spaningsutrustning
  - fotospaningskapsel – bär fotospaningsutrustning
  - IR-kapsel – bär en IR-spanare (IRST)
  - mörkerspaningskapsel – bär mörkerspaningsutrustning
  - spaningsradarkapsel – bär en spaningsradar
- transportkapsel – bär fri utrustning